# Yasam (Népal)
Yasam (en népalais : यसम) est un comité de développement villageois du Népal situé dans le district d'Okhaldhunga. Au recensement de 2011, il comptait 2 703 habitants.